# Tanamuna
Tanamuna (en népalais : तनमुना) est un comité de développement villageois du Népal situé dans le district de Sunsari. Au recensement de 2011, il comptait 5 835 habitants.